# Tessa Hennig
Tessa Hennig, Pseudonym Tara Haigh, (* 1963 in München) ist eine deutsche Schriftstellerin. 

## Leben
Hennig studierte Literaturwissenschaften. 2010 brachte sie ihren Roman Mutti steigt aus heraus, der zum Bestseller wurde und es auch zu einer Verfilmung brachte. Ab jenem Zeitpunkt ist sie bis heute als Autorin sowie Lektorin tätig. Sie veröffentlichte bis 2024 45 Publikationen, darunter in jedem ein Jahr einen neuen Roman.

## Werke (Auswahl)
- Mutti steigt aus. Weltbild 2010. ISBN 978-3-548-60967-6
- Elli gibt den Löffel ab. List 2011. ISBN 978-3-548-61049-8
- Emma verduftet. Weltbild 2012. ISBN 978-3-548-61092-4
- Lisa geht zum Teufel. List 2013. ISBN 978-3-548-61150-1
- Mama mag keine Spaghetti. List 2014. ISBN 978-3-548-61149-5
- Alles außer Austern. List 2015. ISBN 978-3-548-61249-2
- Mit Oma in Roma. List 2016. ISBN 978-3-548-61257-7
- Bea macht blau. List 2017. ISBN 978-3-548-61348-2
- Nie wieder Amore! Ullstein 2018. ISBN 978-3-548-29092-8
- Von wegen Dolce Vita! Ullstein eBooks, 2019. ISBN 978-3-54829181-9
- Kann Gelato Sünde sein? Ullstein 2020. ISBN 978-3-548-06140-5
- Erben wollen sie alle. Ullstein 2021. ISBN 978-3-548-06423-9
- Immer Ärger mit den Bambini. Ullstein 2022. ISBN 978-3-548-06574-8
- C'est la vie, chérie. Ullstein 2023. ISBN 978-3-548-06768-1
- Verliebt über beide Räder. (BoD) 2024. ISBN 978-2-496-71520-0

## Film
Zwei ihrer Romane bilden die Grundlage für die Mini-Filmreihe Tessa Hennig, die das ZDF  2012/2013 produzierte.